# Njesuthi
Lo Njesuthi (3.408 m) è la più alta vetta del Sudafrica. Appartiene alla catena dei Monti dei Draghi, e si trova al confine col Lesotho, nella provincia di KwaZulu-Natal. Pur essendo la più alta vetta del Sudafrica, Njesuthi non è il punto più alto dei Monti dei Draghi, che raggiungono le massime elevazioni nel Lesotho: i 3482 m s.l.m. del Thabana Ntlenyana si trovano appunto qualche chilometro oltre al confine.